# Chiesa di Santa Lucia (Cles)
La chiesa di Santa Lucia è un luogo di culto a Caltron, frazione di Cles, in Trentino. Risale al 1328.

## Storia

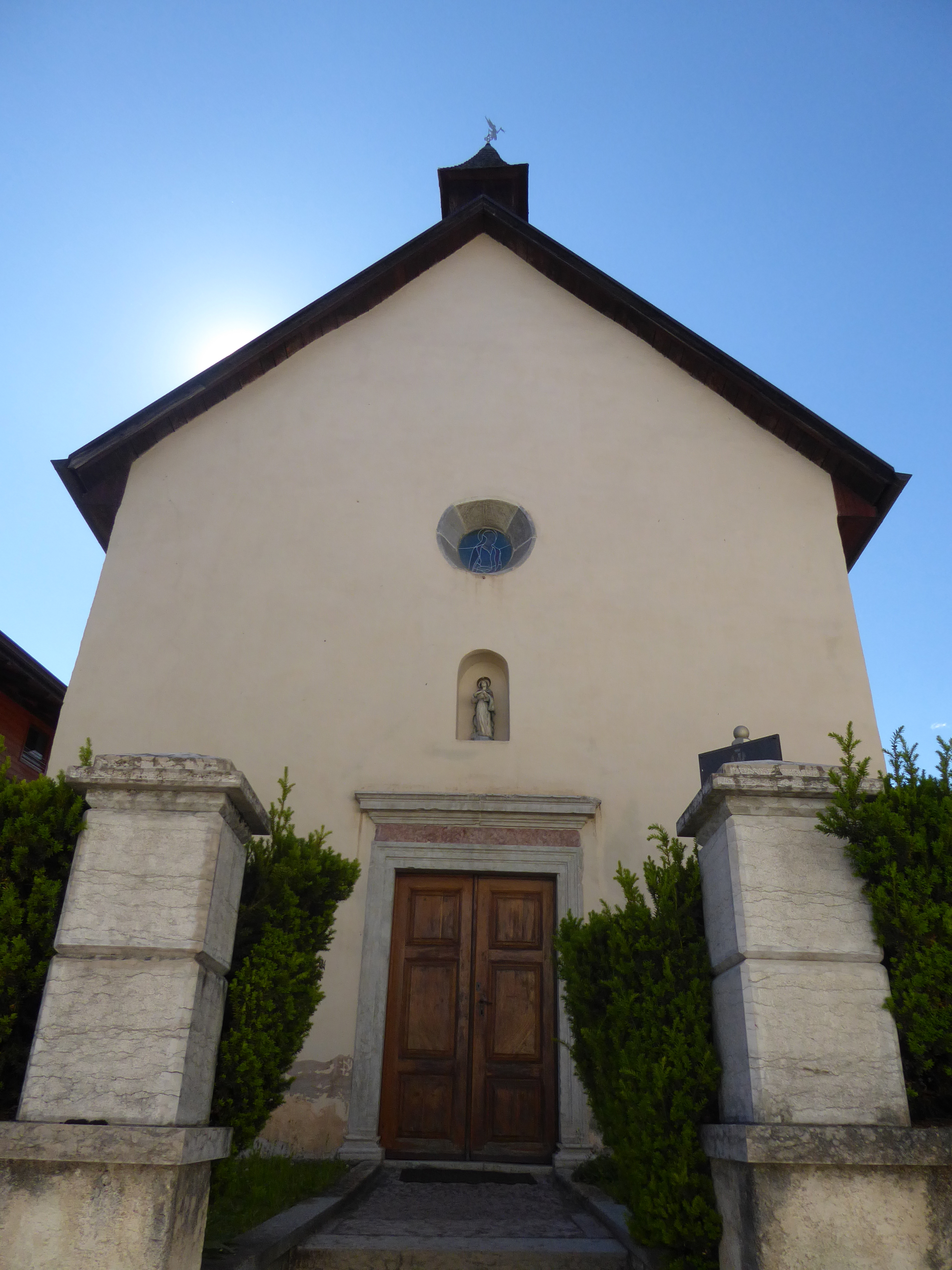
Facciata

La prima citazione della chiesa risale ad un documento del 1328. Solo nel 1616 una visita pastorale riporta il riferito alla dedicazione del luogo di culto.

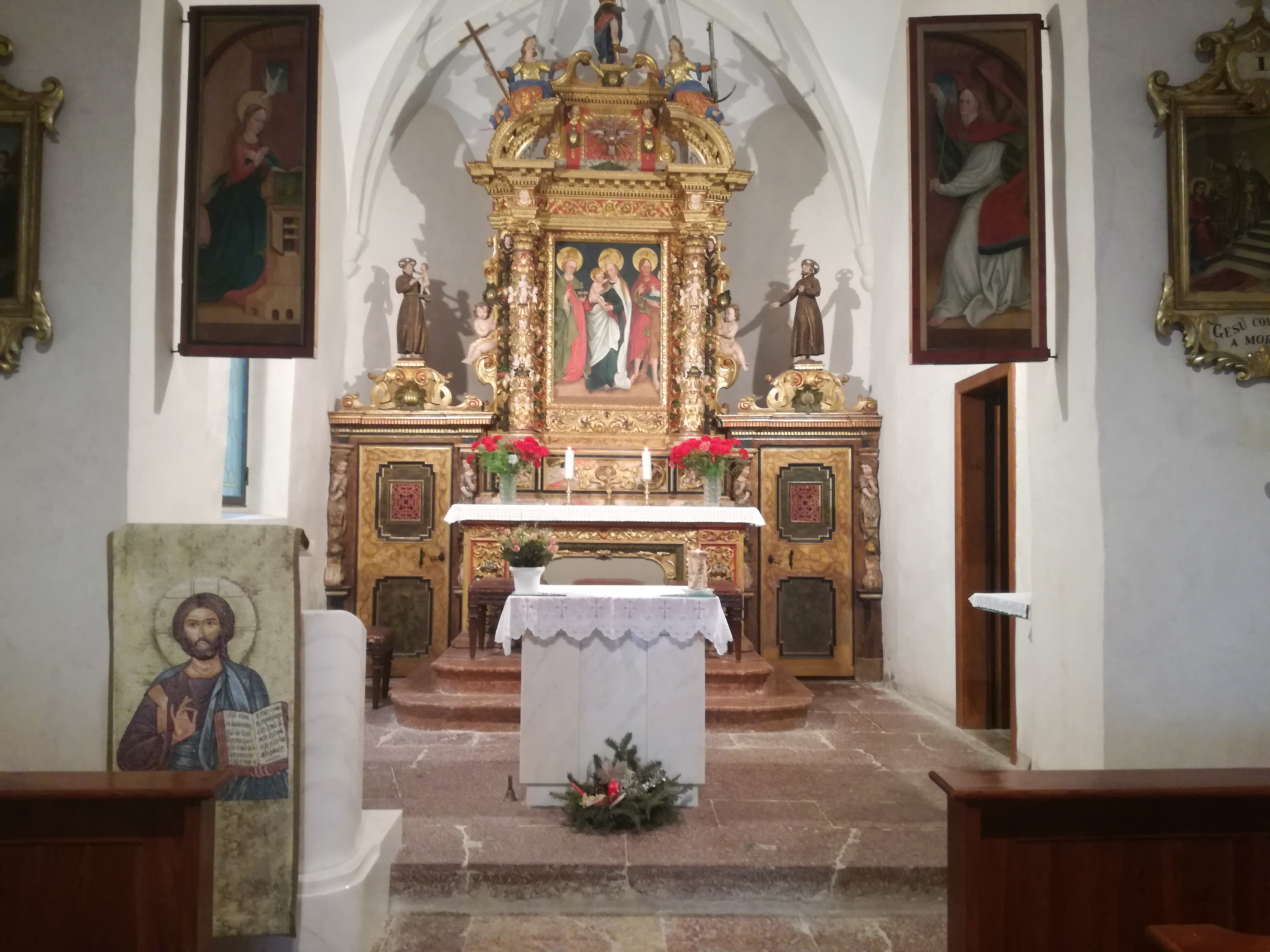
Il presbiterio

Tra il 1648 e il 1649 fu oggetto di un completo restauro.
La solenne consacrazione fu celebrata il 5 settembre 1672. Nel 1734 fu rifatta completamente la pavimentazione. Un ultimo restauro è stato realizzato tra il 1998 e il 2002.

## Descrizione

### Esterno
Durante la restaurazione dell XVII secolo è stata mantenuta quasi tutta la struttura originaria. 
La facciata è a spioventi e in posizione centrale si trova il portale lapideo di accesso. A sinistra si apre una finestra quadrangolare e, sopra, una nicchia centinata a tutto sesto che ospita una scultura. Sopra si trova un oculo strombato. L'abside ha un profilo poligonale.
Il corpo della navata sporge leggermente rispetto al corpo del presbiterio. Sulla fiancata destra non vi sono aperture ed è posta la sacrestia, accanto al presbiterio. Sulla fiancata sinistra sono poste due finestre rettangolari inferriate, una rivolta al presbiterio e una alla navata.
Il campanile a torretta che si trova al culmine della copertura in posizione avanzata ha un fusto quadrangolare in legno e la cella campanaria con quattro finestre a monofora a tutto sesto. La copertura è a forma di una piramide quadrangolare, con scandole di larice e con croce apicale.

### Interno
La navata interna è unica, suddivisa in due campate. L'arco santo a tutto sesto è sorretto da dei pilastri ed è elevato da un gradino dal presbiterio. La volta è reticolare e sulla parete destra si trova l'accesso alla sacrestia.
La navata e il presbiterio hanno pianta rettangolare e l'abside ha pianta poligonale. La sacrestia è a pianta quadrangolare.
La struttura portante è realizzata in legno e il manto di copertura è in tegole a "coda di castoro".